# Ambloctonus
Ambloctonus — вимерлий рід гієнодонтових ссавців. Скам'янілості знайдено в таких країнах: США (Нью-Мехіко, Вайомінг). Описано такі види: Ambloctonus major, Ambloctonus priscus, Ambloctonus sinosus.